# خوزه آنخل گاسکون
خوزه آنخل گاسکون (انگلیسی: José Ángel Gascón؛ زادهٔ ۱۵ مارس ۱۹۸۵) بازیکن فوتبال اهل اسپانیا است.
از باشگاه‌هایی که در آن بازی کرده‌است می‌توان به باشگاه فوتبال آلکورکون و باشگاه فوتبال مالاگا اشاره کرد.